# Aeroportul Old Harbor
Aeroportul Old Harbor (IATA: OLH, FAA LID: 6R7) este un aeroport din Alaska, Statele Unite ale Americii ce deservește zona Old Harbor⁠(d). Aeroportul a fost tranzitat în 2019 de 4.444 de pasageri. A fost numit după zona deservită.
Situat la o altitudine de 17 m, aeroportul dispune de 1 pistă.

## Infrastructură

### Piste
Aeroportul dispune de o singură pistă. Pista 03/21 are suprafața de pietriș și dimensiunile 2.750 picioare × 60 picioare. 